# Перуджа, Ноэми
Ноэми́ Перуджа́ (фр. Noémie Pérugia; 7 ноября 1903, Ницца — 25 марта 1992, Харлинген, Нидерланды) — французская певица
, меццо-сопрано.
Участвовала в концертных программах под руководством Нади Буланже. Завоевала международную известность, прежде всего, своими интерпретациями вокальных произведений Габриэля Форе и Артюра Онеггера; первая запись цикла Форе «Уединённый сад», осуществлённая ею в 1941 году, отличается исключительным проникновением в характер музыки и текста. Перуджа также впервые исполнила (1942, с пианисткой Ирен Аитофф) и записала посвящённый ей вокальный цикл Онеггера «Шесть вилланелей Саллюста дю Барта». В послевоенные годы была близка с композитором Генриеттой Босманс, которая часто аккомпанировала ей, а в 1948 г. написала для Перуджа цикл песен. Преподавала в Парижской консерватории и Schola Cantorum, а также в летней музыкальной школе в Экс-ан-Провансе, основанной её другом Жаном Полем Севилья. Среди учеников Перуджа, в частности, нидерландская примадонна Кора Канне-Мейер.